# Hypsugo
Hypsugo es un género de murciélagos microquirópteros perteneciente a la familia Vespertilionidae. Las especies de este género se distribuyen ampliamente en el continente africano, el sudeste asiático, el sur de Europa y otras partes de Asia.

## Taxonomía
Hasta fechas recientes, las especies de este género se incluían en Pipistrellus. Su clasificación como género separado se fundamenta en estudios morfológicos, moleculares y cromosómicos que demostraron diferencias significativas con Pipistrellus.

## Especies
Se reconocen actualmente las siguientes especies en el género Hypsugo:
- Hypsugo alaschanicus, Bobrinskii, (1926)
- Hypsugo anchietae, Seabra, (1900)
- Hypsugo anthonyi, Tate, (1942)
- Hypsugo arabicus, Harrison, (1979)
- Hypsugo ariel, Thomas, (1904)
- Hypsugo bodenheimeri, Harrison, (1960)
- Hypsugo cadornae, Thomas, (1916)
- Hypsugo crassulus, Thomas, (1904)
- Hypsugo dolichodon Görföl, Csorba, Eger, Son & Francis, 2014[3]
- Hypsugo eisentrauti, Hill, (1968)
- Hypsugo imbricatus, Horsfield, (1824)
- Hypsugo joffrei, Thomas, (1915)
- Hypsugo kitcheneri, Thomas, (1915)
- Hypsugo lophurus, Thomas, (1915)
- Hypsugo macrotis, Temminck, (1840)
- Hypsugo musciculus, Thomas, (1913)
- Hypsugo pulveratus, Peters, (1870)
- Hypsugo savii, Bonaparte, (1837)
- Hypsugo vordermanni, Jentink, (1890)

## Distribución
El género Hypsugo se encuentra en diversas regiones del continente africano, el sudeste asiático, y en algunas partes de Asia y el sur de Europa. Esta amplia distribución geográfica abarca desde áreas montañosas hasta regiones tropicales y subtropicales.